# Clement Meadmore

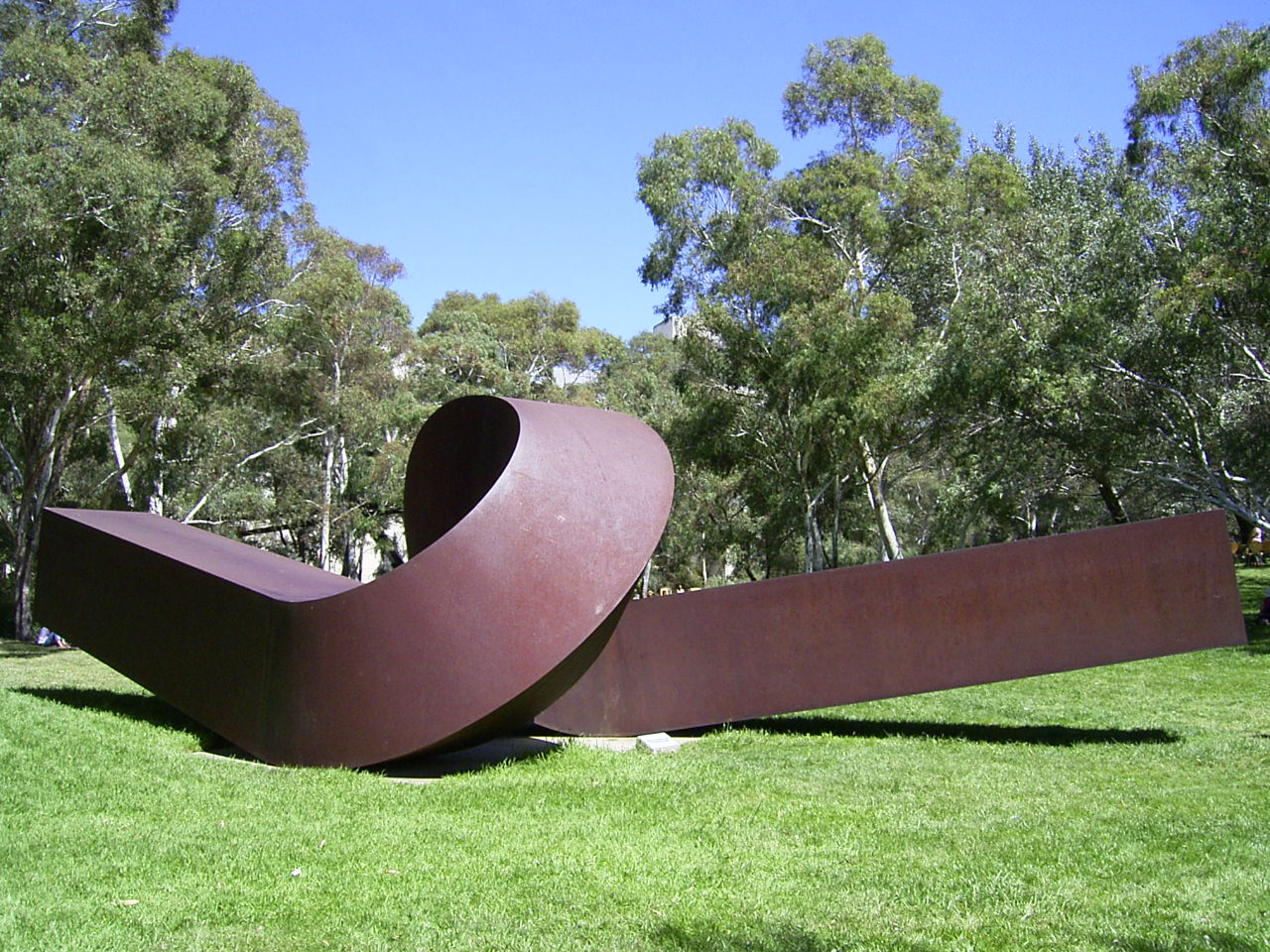
Virginia (1970) in Canberra

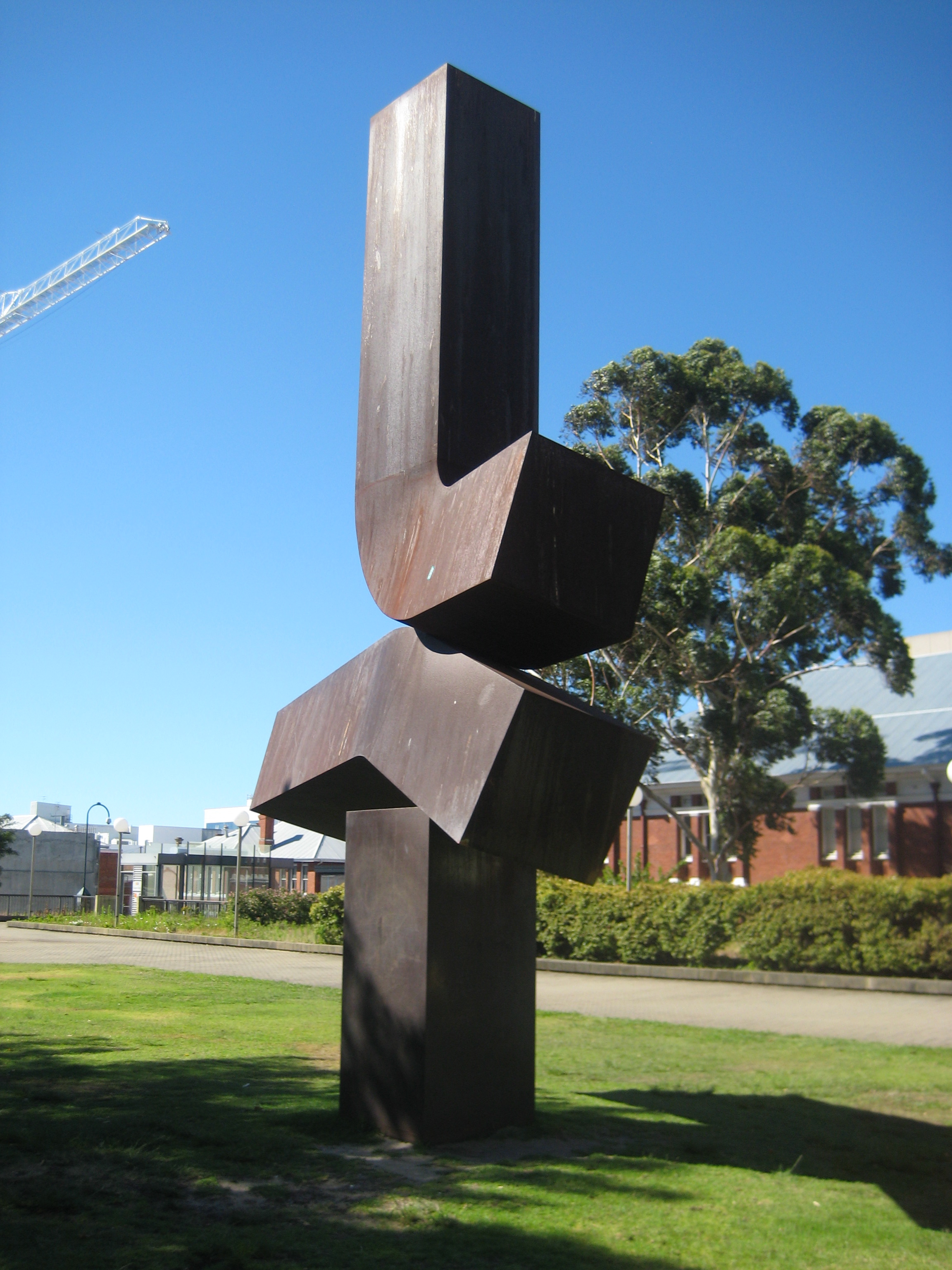
Between (1979/80) in Perth

Clement Lyon Meadmore (* 9. Februar 1929 in Melbourne, Australien; † 19. April 2005 in New York, USA) war ein australisch-US-amerikanischer Bildhauer.

## Leben und Werk
Clement Meadmore studierte Luftfahrttechnik und anschließend Industrielle Formgebung am Royal Melbourne Institute of Technology in Melbourne. Nach diesen Studienabschlüssen befasste er sich einige Jahre mit Möbelgestaltung. Während der 1950er Jahre kreierte er seine ersten Metallskulpturen und in der Zeit von 1954 bis 1962 veranstaltete er mehrere Einzelausstellungen seiner Kunstwerke in Melbourne und Sydney.
1963 zog Meadmore nach New York und nahm die amerikanische Staatsangehörigkeit an. Meadmore wurde für sein monumentalen Skulpturen im Öffentlichen Raum bekannt, meistens aus Cortenstahl und Aluminium, wobei er verschiedene Elemente des Abstrakten Expressionismus und Minimalismus mischte. Meadmore liebt Jazz-Musik, was er in den Titeln zahlreicher Werke zum Ausdruck brachte, wie "Riff" (1996), "Round Midnight" (1996), "Stormy Weather" (1997), "Night and Day" (1979) und "Perdido" (1978).
Meadmore lebte und arbeitete in Manhattan und starb 2005 an den Folgen der Parkinson-Krankheit. Sein Werk befindet sich auf zahlreichen Plätzen in den USA und in Australien.

## Werke (ohne USA)

### Australien
- Silence (1960), Art Gallery of New South Wales, New South Wales
- Thunder (1960), Art Gallery of New South Wales
- Awakening (1968), AMP Society, Melbourne
- Virginia (1970), Skulpturenpark der National Gallery of Australia, Canberra
- Double Up (1970), Art Gallery of New South Wales
- Flippant Flurry (1977), Art Gallery of New South Wales
- Between (1979), Perth Art Gallery, Perth
- Dervish (1981), Victorian Arts Centre, Melbourne
- Offshoot (1984), Cultural Centre Southbank, Brisbane

### Japan
- Crescendo, 1989, Tokyo Metropolitan Art Space, Tokio

### Mexiko
- Ohne Titel[1], Ruta de la Amistad in Mexiko-Stadt de Olympische Sommerspiele 1968

## Literarische Werke
Eigene Publikationen von Meadmore sind:
- How to Make Furniture Without Tools Pantheon, 1975, ISBN 0-394-73063-1
- The Modern Chair: Classic Designs by Thonet, Breuer, Le Corbusier, Eames and Others. Dover Publications; 1997, ISBN 0-486-29807-8.

## Fotogalerie

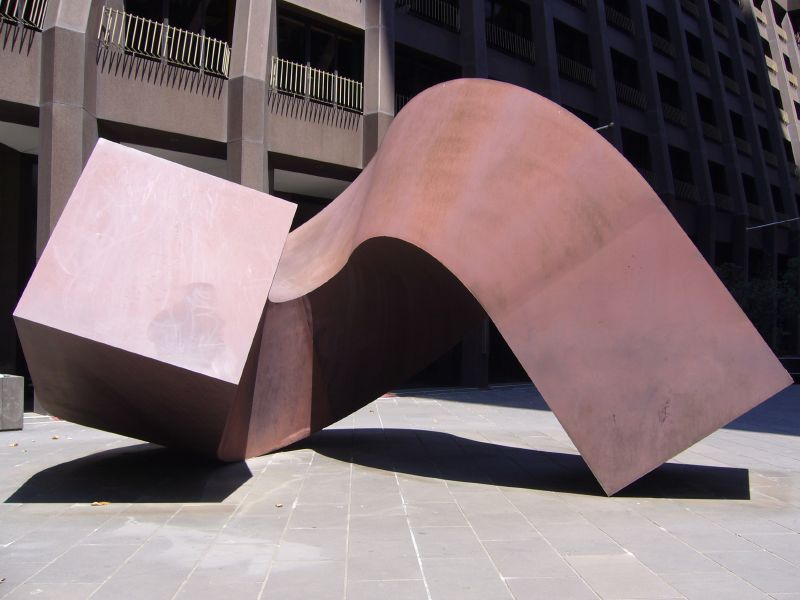
Awakening (1968) in Melbourne
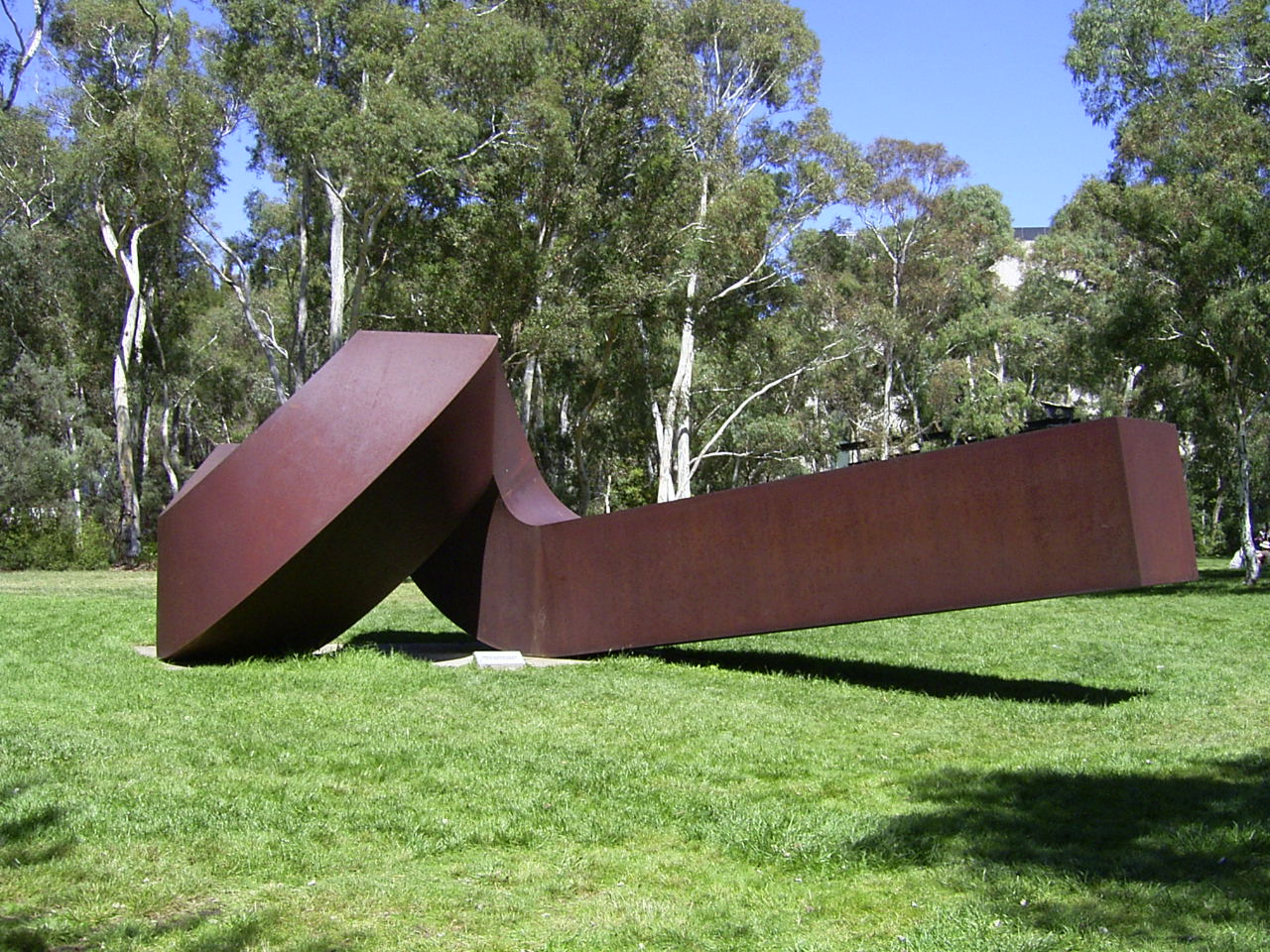
Virginia (1970) in Canberra
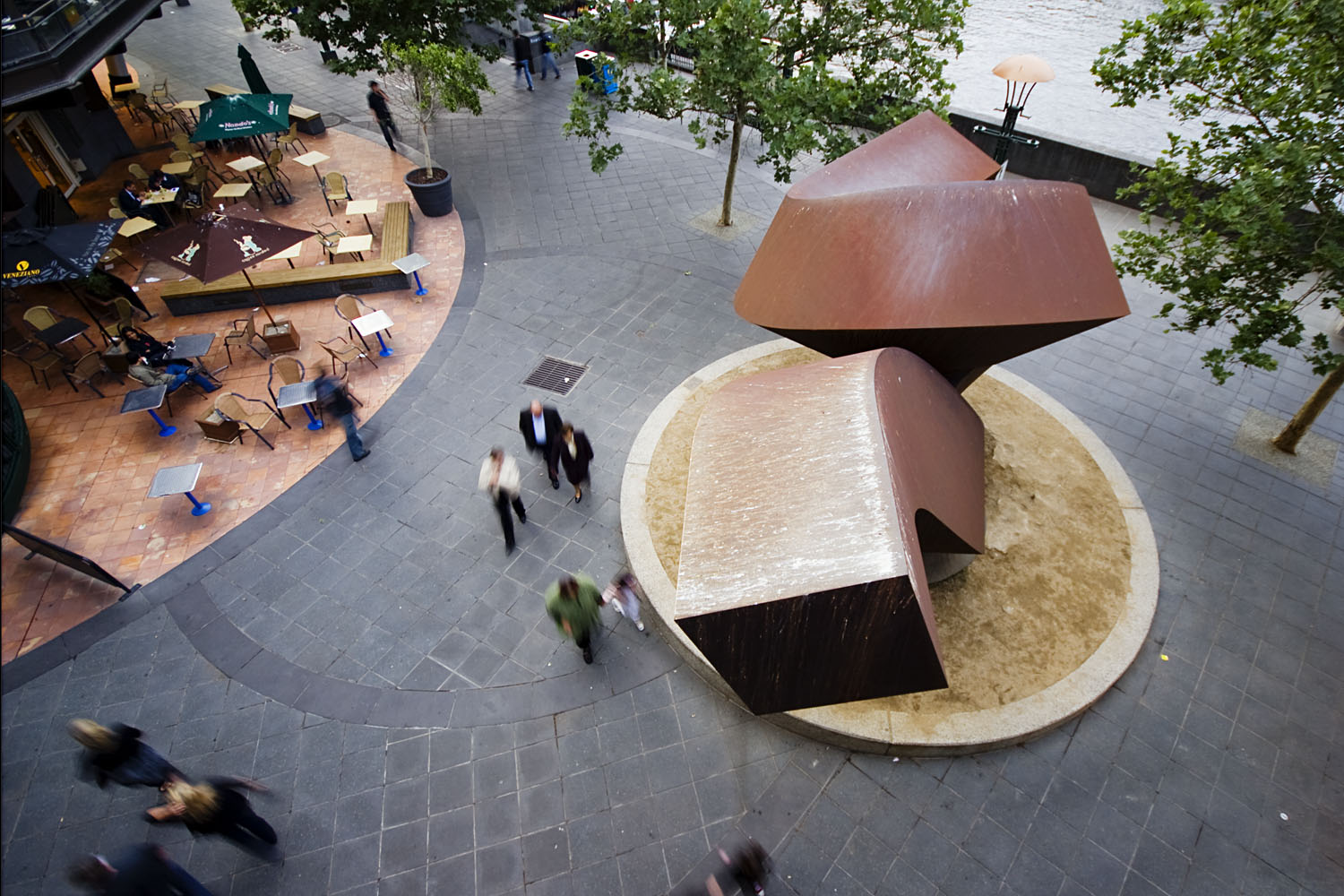
Dervish (1981) in Melbourne
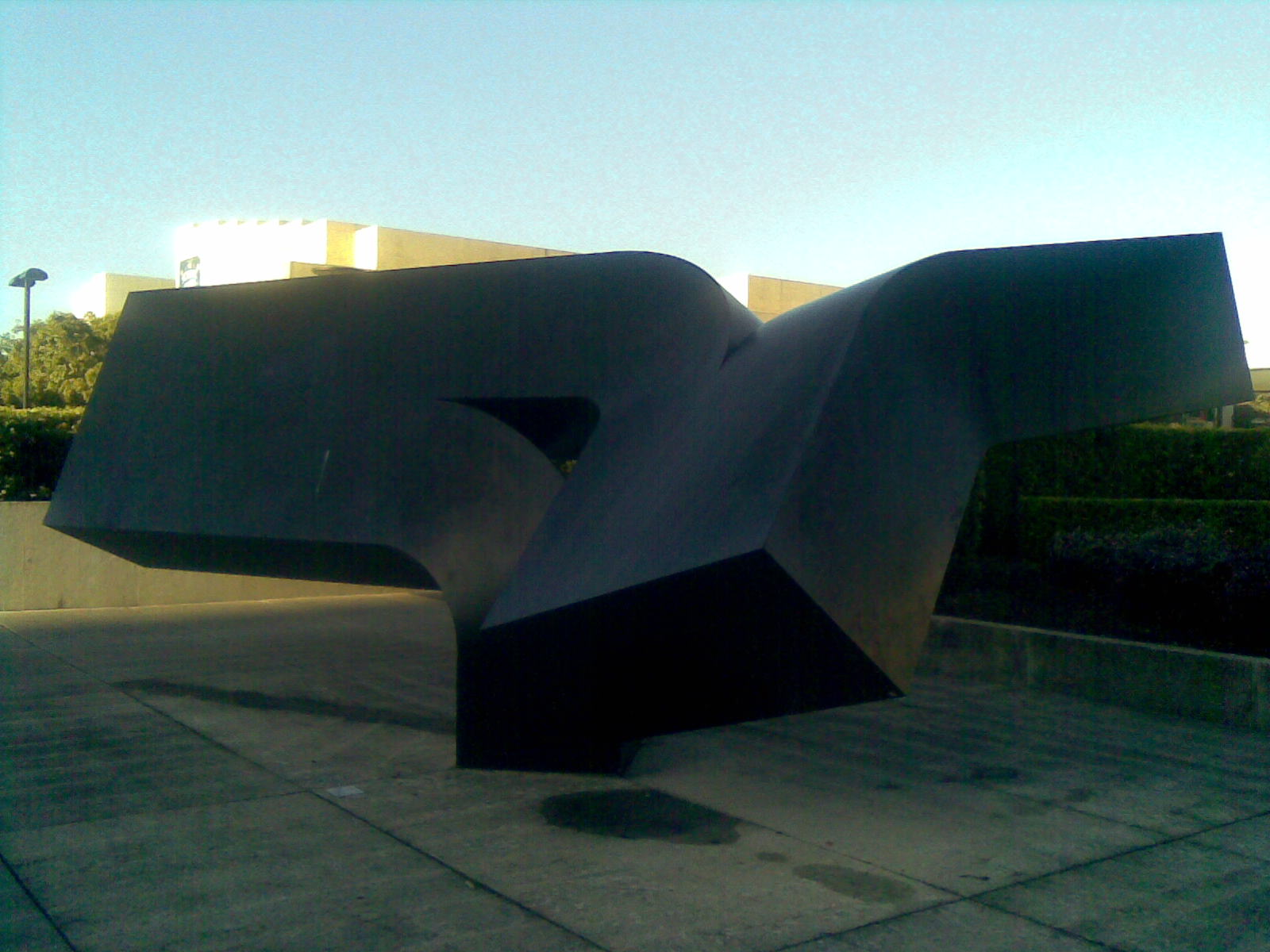
Offshoot (1984) in Brisbane